# Auguste Feyen-Perrin
Auguste Feyen-Perrin (teljes neve: François Nicolas Auguste Feyen-Perrin), (Bey-sur-Seille, 1826. április 12. – Párizs, 1888. október 14.) francia festő.

## Életpályája
Tanulmányait Nancyban kezdte, majd Léon Cogniet-nél, Delaroche-nál és Adolphe Yvonnál folytatta Párizsban. Első nagyobb művei: Hazatérés a kunyhóba (1855), Velpeau doktor anatómiai leckéje (1855). A Batz-szigeti asszonyok (1866) című festménye óta majdnem kizárólag Bretagne lakóinak életét ábrázoló, nagyon népszerű képeket festett. Ilyenek többek között a  Cancalei nő a forrásnál (1872), Visszatérés az osztrigahalászatról (1874, Luxembourg múzeum Párizs); Keskeny ösvény (1888); Cancalei halászleányok (Magyar Nemzeti Múzeum). Történeti képei: Károly burgundi herceg holttestét megtalálják a nancyi csata után (1865) és Orpheusz halála (1878). Számos dekoratív képet is festett. Arcképei közül kitűntek Alphonse Daudet  és Guy de Maupassant portréi.

## Galéria

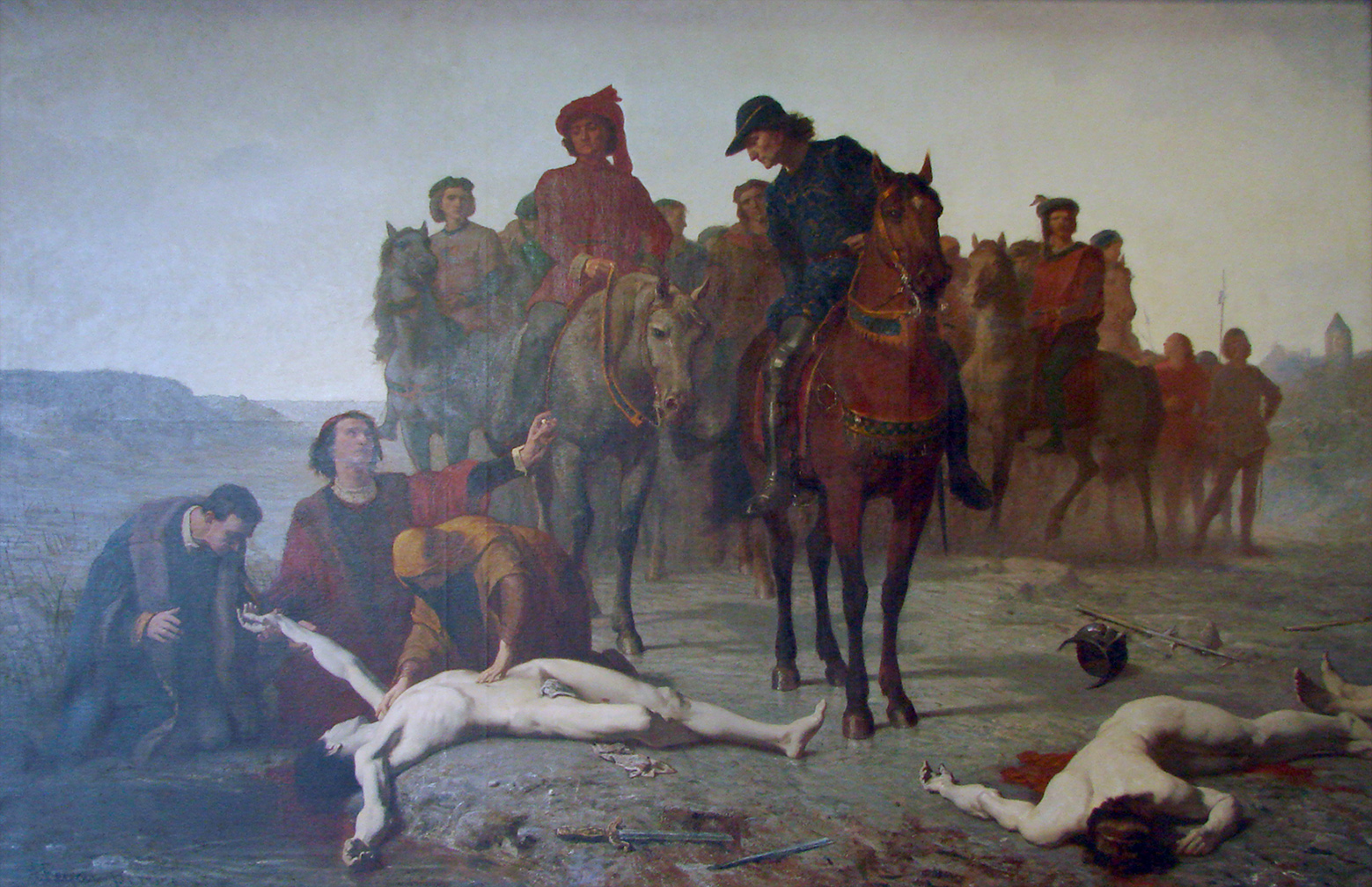
Károly burgundi herceg holttestét megtalálják a nancyi csata után
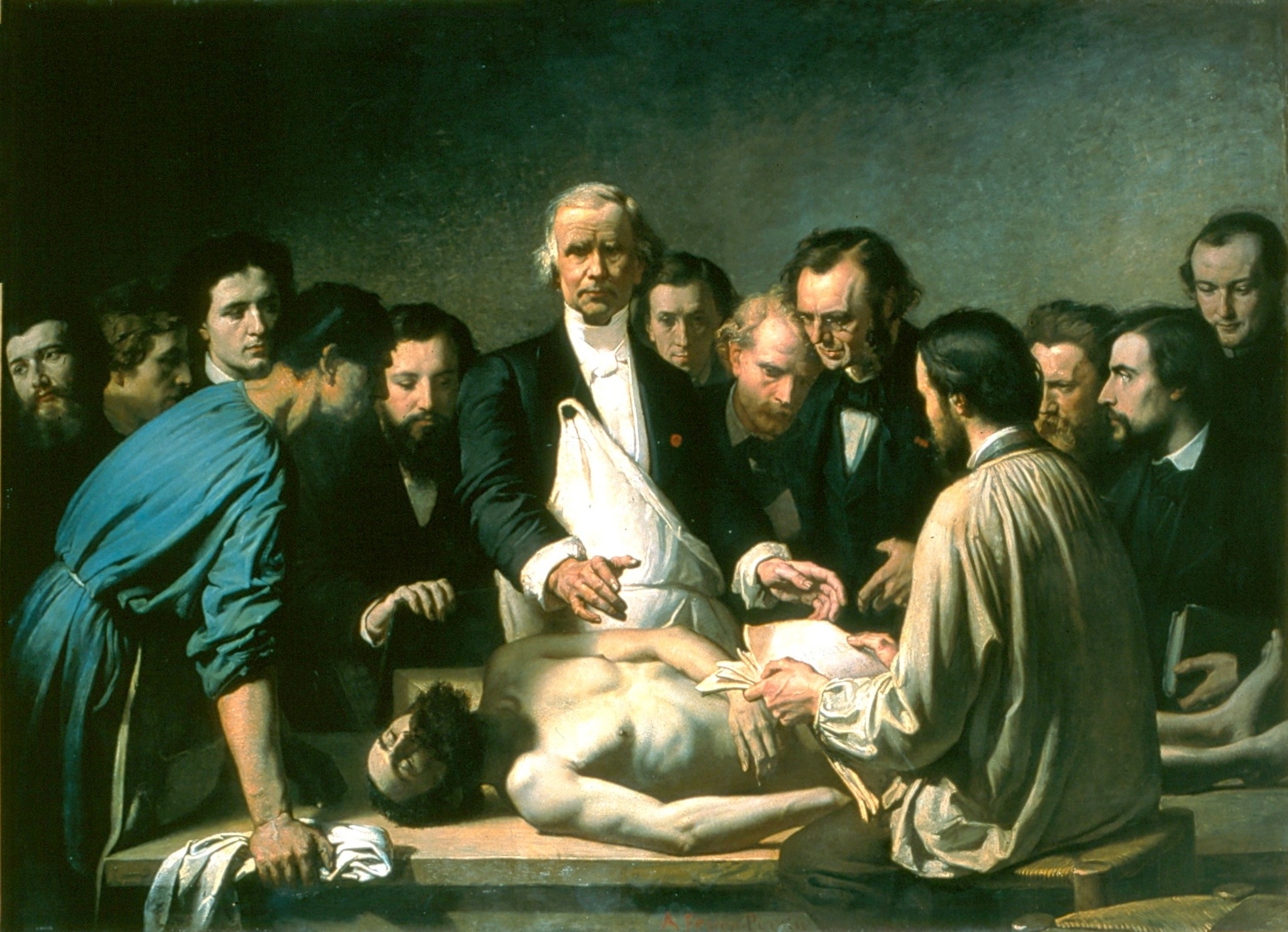
Velpeau doktor anatómiai leckéje
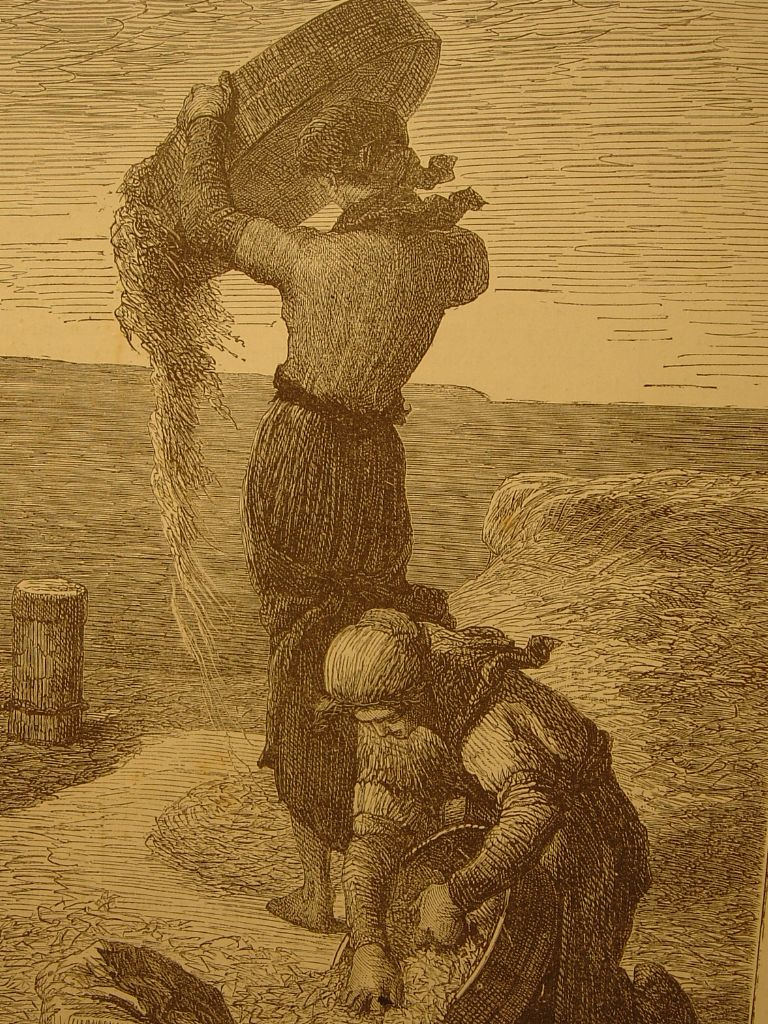
Kosárfonó lányok
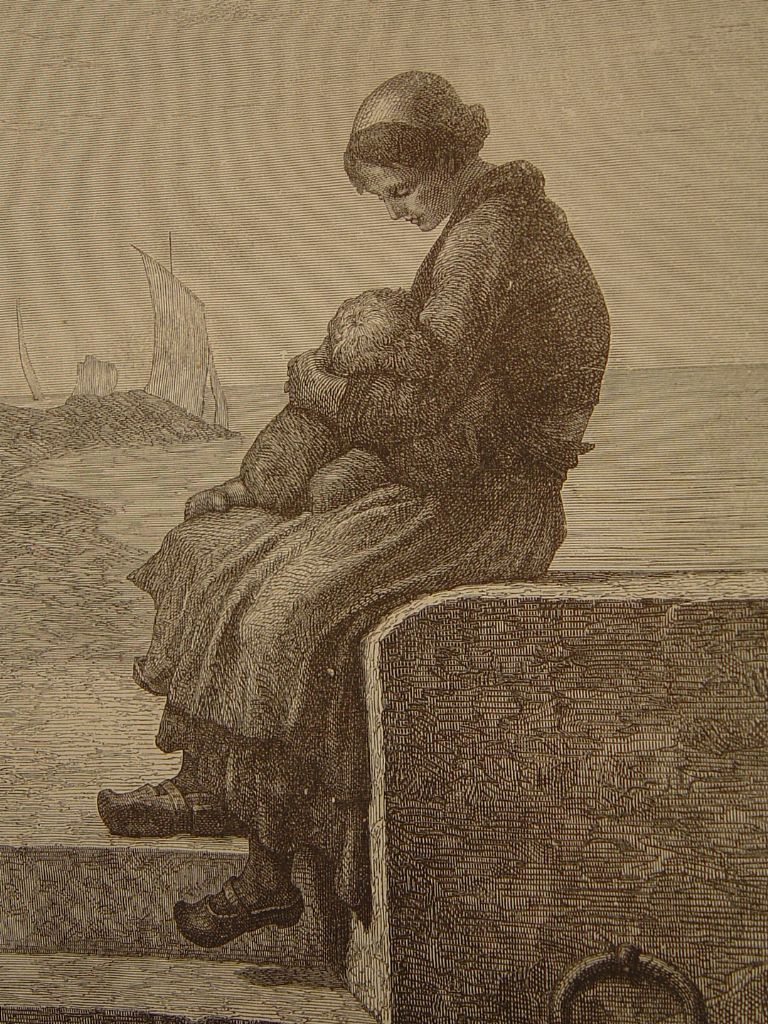
A halász felesége